# Cenglerius András
Cenglerius András (16. század) evangélikus lelkész, iskolaigazgató.
A rózsahegyi iskola igazgatója, azután ugyanott az evangélikus egyház káplánja és 1588 körül lelkésze volt. Neki tulajdonítják Tranoscius szlovák énekes könyvében a Člověk hríšný v světě (Bűnös ember a világon…) című éneket. Ez éneket állítólag magyarból, valószínűleg Bornemisza Péter Gradualjából (Detrekő, 1582.) fordította.
Más források szerint 1585-ben elhunyt Rózsahegyen.